# Barbro Bråne
Barbro Anna Bråne född 22 december 1925 i Jönköping, död 30 maj 1989 i Jönköping, var en svensk konstnär.
Hon var dotter till sjukgymnasten Ragnar Bråne och Anna Edstrand. Bråne studerade konst vid Otte Skölds målarskola i Stockholm och under en studieresa till Italien. Separat ställde hon ut första gången i Jönköping 1950 och hon medverkade i utställningar med Norra Smålands konstförening på Jönköpings museum. Hennes konst består av stadsmotiv och landskapsmålningar. Bråne är representerad vid Jönköpings museum, Växjö museum och Borås konstmuseum. 